# Marcus Sakey

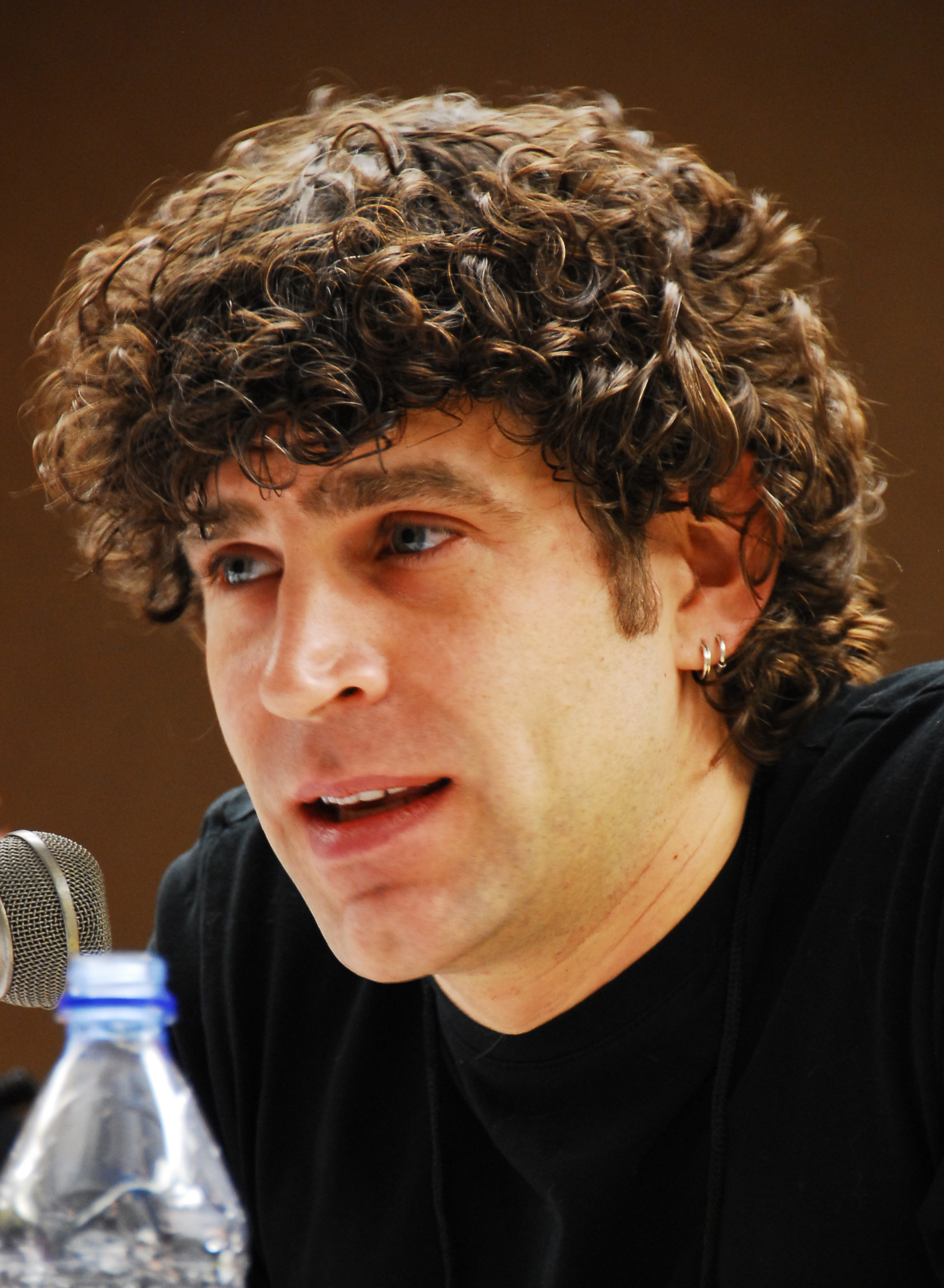
Marcus Sakey (2008)

Marcus Sakey (* 1974 in Flint, Michigan) ist ein US-amerikanischer Krimi-Autor.
Sakey arbeitete zehn Jahre in der Werbung, bevor er begann Krimis zu schreiben. Er erklärt hierzu, dass die zehn Jahre in der Werbung für ihn die perfekte Erfahrung waren, um über Diebe und Mörder zu schreiben. Seit 2007 hat er fünf Kriminalromane, drei Science-Fiction-Romane und einen Fantasy-Roman veröffentlicht.
Marcus Sakey ist verheiratet und lebt mit Frau und Tochter in Chicago.

## Werke
- 2007: The Blade Itself (dt. Der Blutzeuge)
- 2008: At the City’s Edge
- 2008: Good People (dt. Zahltag [2008] / Im Augenblick der Angst, 2011)
- 2009: The Amateurs (dt. Der Auslöser, Übersetzung von Ulrich Thiele, 2013)
- 2011: The Two Deaths of Daniel Hayes
- Die Brilliance-Trilogie:
  - 2013: Brilliance (dt. Die Abnormen, Übersetzung von Olaf Knechten, 2014)
  - 2014: A Better World (dt. Eine bessere Welt – Die Abnormen 2, Übersetzung von Olaf Knechten, 2015)
  - 2016: Written in Fire (dt. Mit Feuer geschrieben – Die Abnormen 3, Übersetzung von Olaf Knechten, 2016)
- 2017: Afterlife (dt. Afterlife – Unser Tod ist nur der Anfang, Übersetzung von Olaf Knechten, 2018)